# Pseudopoda yinae
Pseudopoda yinae là một loài nhện trong họ Sparassidae.
Loài này thuộc chi Pseudopoda. Pseudopoda yinae được miêu tả năm 2007 bởi Peter Jäger & Vedel.